# Wykrot (przystanek kolejowy)
Wykrot – zlikwidowany przystanek osobowy w Wykrocie na linii kolejowej Myszyniec – Kolno, w powiecie ostrołęckim, w województwie mazowieckim, w Polsce.